# 震天丸
震天丸（しんてんまる）は広島藩の蒸気船。
文久3年正月、蒸気船購入を主張する在府藩士の建議を受けた在府年寄野村帯刀は購入を決定。船を探したところ所有船を売ろうというイギリス商人が見つかり、3月6日に購入した。代価は6万数千ドルであった。これが「震天丸」である。
「震天丸」は1861年にイギリスのグラスゴーで建造された蒸気スクリュー船で、トン数181トン、長さ45.0m、幅6.3m、80馬力で兵装は6斤砲4挺と1斤砲1挺（幕府への購入届によれば6斤砲2挺、1斤砲1挺、小銃25挺）であった。
「震天丸」は文久3年3月18日に品川から広島へ向け出航し、その途中で浅野長訓が乗船し検閲している。長訓は4月には「震天丸」で厳島神社を参拝した。同月、「震天丸」は家老上田主水らを広島から大坂へ運んだ。八月十八日の政変の政変後には「震天丸」は京都へ向かう年寄辻将曹と兵員約400名を運んだ。9月、上京する浅野長勲を運ぶ。10月の長勲の帰国の際も「震天丸」が使われた。11月、将軍徳川家茂の上洛に際し幕府が借り上げるため「震天丸」は江戸へ向かった。しかし、その途中で暴風により機関を損傷し、兵庫での修理の後、広島に戻った。その後、長崎で修理が行われている。
慶応元年12月、「震天丸」は幕府の大目付永井尚志を広島から大坂へ運んだ。
王政復古前の慶応3年11月には「震天丸」は浅野家兵員を大坂へ運んだ。